# Sarah Schermerhorn
Sarah Schermerhorn est une joueuse de volley-ball américaine née le 23 novembre 1988 à Colfax (en) (Caroline du Nord). Elle mesure 1,85 m et jouait au poste de centrale.

## Clubs
| Club            | De        | À         |
| --------------- | --------- | --------- |
| Elon University | 2007-2008 | 2009-2010 |
| Brøndby VK      | 2011-2012 | 2011-2012 |
| PA Venelles     | 2012-2013 | 2013-2014 |

## Palmarès
- Championnat du Danemark
  - Finaliste : 2012.
- Coupe du Danemark
  - Vainqueur : 2012.